# Luv Is Rage 2
Luv Is Rage 2 — дебютный студийный альбом американского рэпера Lil Uzi Vert, выпущенный 25 августа 2017 на лейбле Generation Now и распространяемый Atlantic Records. Альбом является продолжением дебютного микстейпа Uzi Luv Is Rage (2015). В него входит гостевое участие от The Weeknd, Oh Wonder и Фаррелла Уильямса.
В поддержку альбома вышло три сингла: «XO Tour Llif3», «The Way Life Goes» и «Sauce It Up». Альбом дебютировал на первом месте в американском чарте Billboard 200 с 135 000 единиц эквивалента альбома и получил положительные отзывы критиков.

## Предыстория
В ноябре 2016 года Lil Uzi Vert первоначально объявил, что Luv Is Rage 2 будет задержан из-за путаницы. В феврале 2017 года Lil Uzi выпустил мини-альбом (EP) Luv Is Rage 1.5, состоящий из четырёх треков на SoundCloud. Мини-альбом является приквелом к Luv Is Rage 2. В июле 2017 года DJ Drama и Дон Кэннон представили пять песен на своём радио-шоу Shade 45, которые не должны были быть включены в альбом. 24 августа 2017 года Lil Uzi неожиданно объявил о выпуске Luv Is Rage 2 за день до релиза через социальные сети, опубликовав обложку и трек-лист.

## Релиз
Luv Is Rage 2 был выпущен 25 августа 2017 года на iTunes, Google Play,, Spotify, Deezer и Tidal.
Делюкс-версия была выпущена 17 ноября 2017 года. Она включает в себя четыре новые композиций: «Skir Skirr», «Loaded», «Diamonds All on My Wrist» и «20 Min». В японской версии есть два дополнительных трека: «Money Longer» и «Do What I Want», оба трека были выпущены на Lil Uzi Vert vs. the World и The Perfect LUV Tape, соответственно.

## Отзывы
| Совокупная оценка    | Совокупная оценка |
| Источник             | Оценка            |
| -------------------- | ----------------- |
| Metacritic           | 75/100            |
| Оценки критиков      |                   |
| Источник             | Оценка            |
| AllMusic             | [ 15 ]            |
| Consequence of Sound | B                 |
| HipHopDX             | 3.7/5             |
| HotNewHipHop         | 77%               |
| Pitchfork            | 7.7/10            |
| RapReviews           | 6.5/10            |
| Spectrum Culture     | [ 21 ]            |
| Sputnikmusic         | 3.0/5             |
| Tiny Mix Tapes       | 3.5/5             |
| XXL                  | 4/5               |

| Издание   | Список                        | Место | Ист.   |
| --------- | ----------------------------- | ----- | ------ |
| Billboard | 50 лучших альбомов 2017 года  | 13    | [ 25 ] |
| Complex   | Лучшие альбомы 2017 года      | 8     | [ 26 ] |
| Noisey    | 100 лучших альбомов 2017 года | 51    | [ 27 ] |
| Rap-Up    | 20 лучших альбомов 2017 года  | 8     | [ 28 ] |

## Список треков
По данным Tidal.
| №                   | Название                                    | Автор(ы)                                               | Продюсер                                | Длительность |
| ------------------- | ------------------------------------------- | ------------------------------------------------------ | --------------------------------------- | ------------ |
| 1.                  | «Two®»                                      | Symere Woods Donald Cannon Lyle LeDuff                 | Lil Uzi Vert Don Cannon LeDuff          | 3:05         |
| 2.                  | «444+222»                                   | Woods Jamaal Henry Ike Smith                           | Maaly Raw Ike Beatz                     | 4:07         |
| 3.                  | «Sauce It Up»                               | Woods Cannon                                           | Don Cannon Michael Piroli BeldonDidThat | 3:27         |
| 4.                  | «No Sleep Leak»                             | Woods Cannon Kevin Gomringer Tim Gomringer             | Don Cannon Cubeatz                      | 3:09         |
| 5.                  | «The Way Life Goes» (при участии Oh Wonder) | Woods Cannon Smith Anthony West Josephine Vander Gucht | Ike Beatz Don Cannon                    | 3:41         |
| 6.                  | «For Real»                                  | Woods Kenneth Smith Bobby Turner                       | DJ Plugg Bobby Kritical                 | 2:57         |
| 7.                  | «Feelings Mutual»                           | Woods Ebony Oshunrinde Francis Nguyen-Tran             | WondaGurl FrancisGotHeat                | 3:53         |
| 8.                  | «Neon Guts» (при участии Фаррелла Уильямса) | Woods Pharrell Williams                                | Williams                                | 4:18         |
| 9.                  | «Early 20 Rager»                            | Woods Henry                                            | Maaly Raw                               | 4:34         |
| 10.                 | «UnFazed» (при участии The Weeknd)          | Abel Tesfaye Jason Quenneville Woods Cannon Henry      | DaHeala The Weeknd Don Cannon Maaly Raw | 3:10         |
| 11.                 | «Pretty Mami»                               | Woods Cannon Ramon Ibanga, Jr.                         | Don Cannon Illmind                      | 4:24         |
| 12.                 | «How to Talk»                               | Woods Oshunrinde                                       | WondaGurl                               | 3:21         |
| 13.                 | «X»                                         | Woods Leland Wayne Джордан Дженкс                      | Metro Boomin Pi’erre Bourne             | 2:53         |
| 14.                 | «Malfunction»                               | Woods Oshunrinde                                       | WondaGurl                               | 3:19         |
| 15.                 | «Dark Queen»                                | Woods Henry                                            | Maaly Raw Rex Kudo                      | 2:53         |
| 16.                 | «XO Tour Llif3»                             | Woods Bryan Simmons John W. Lucas                      | TM88 J.W. Lucas                         | 3:02         |
| Общая длительность: | Общая длительность:                         | Общая длительность:                                    | Общая длительность:                     | 56:13        |

| №                   | Название                   | Автор(ы)                | Продюсер             | Длительность |
| ------------------- | -------------------------- | ----------------------- | -------------------- | ------------ |
| 17.                 | «Skir Skirr»               | Woods Dwayne Richardson | D. Rich              | 3:01         |
| 18.                 | «Loaded»                   | Woods Simmons           | TM88 S1 [a]          | 3:39         |
| 19.                 | «Diamonds All on My Wrist» | Woods Turner            | Bobby Kritical       | 2:50         |
| 20.                 | «20 Min»                   | Woods Carlton Mays, Jr. | Honorable C.N.O.T.E. | 3:40         |
| Общая длительность: | Общая длительность:        | Общая длительность:     | Общая длительность:  | 69:23        |

| №   | Название         | Автор(ы)           | Продюсер             | Длительность |
| --- | ---------------- | ------------------ | -------------------- | ------------ |
| 21. | «Money Longer»   | Woods Cannon Henry | Don Cannon Maaly Raw | 3:19         |
| 22. | «Do What I Want» | Woods Cannon Henry | Don Cannon Maaly Raw | 2:55         |

#### Семплы
- «The Way Life Goes» содержит семпл «Landslide», написанный Джосефиной Вандер Гюхт и Энтони Вест, в исполнении Oh Wonder.
- «20 Min» содержит семпл «Changed My Phone», написанный Саймиром Вудсом, Рэдриком Дэвисом, Карлтоном Мэйсом-мл. и Дуэйном Ричардсоном, в исполнении Lil Uzi Vert и Gucci Mane.

## Творческая группа
По данным Tidal.
Исполнители
- Lil Uzi Vert — основной исполнитель
- Oh Wonder — приглашенный исполнитель (5 трек)
- Фаррелл Уильямс — приглашенный исполнитель (8 трек)
- The Weeknd — приглашенный исполнитель (10 трек)

## Чарты
| Чарт (2017)                            | Высшая позиция |
| -------------------------------------- | -------------- |
| Австралия (ARIA)                       | 22             |
| Бельгия/Фландрия (Ultratop)            | 27             |
| Бельгия/Валлония (Ultratop)            | 88             |
| Канада (Canadian Albums Chart)         | 3              |
| Чехия (ČNS IFPI)                       | 80             |
| Дания (Hitlisten)                      | 12             |
| Нидерланды (Album Top 100)             | 13             |
| Финляндия (Suomen virallinen lista)    | 8              |
| Франция (SNEP)                         | 51             |
| Германия (Offizielle Top 100)          | 80             |
| Италия (Classifica album)              | 27             |
| Новая Зеландия (RMNZ)                  | 10             |
| Норвегия (VG-lista)                    | 9              |
| Швеция (Sverigetopplistan)             | 15             |
| Швейцария (Schweizer Hitparade)        | 91             |
| Великобритания (UK Albums Chart)       | 14             |
| Великобритания (UK R&B Albums Chart)   | 7              |
| США Billboard 200                      | 1              |
| США (Billboard Top R&B/Hip-Hop Albums) | 1              |

| Чарт (2017)       | Позиция |
| ----------------- | ------- |
| США Billboard 200 | 41      |

| Чарт (2018)        | Позиция |
| ------------------ | ------- |
| Канада (Billboard) | 32      |
| Дания (Hitlisten)  | 92      |
| США Billboard 200  | 16      |

| Чарт (2019)       | Позиция |
| ----------------- | ------- |
| США Billboard 200 | 58      |

| Чарт (2010—2019)  | Позиция |
| ----------------- | ------- |
| США Billboard 200 | 61      |

## Сертификации
| Регион | Сертификация  | Продажи   |
| --- | ------------- | --------- |
| США (RIAA) | 2× Платиновый | 2 000 000 |
| * Данные о продажах приведены только на основе сертификации. · ^ Данные о тиражах приведены только на основе сертификации. · Данные о продажах + прослушиваниях приведены только на основе сертификации. |               |           |

## История релиза
| Регион    | Дата            | Формат                     | Лейбл                   | Ист.   |
| --------- | --------------- | -------------------------- | ----------------------- | ------ |
| Всемирный | 25 августа 2017 | стриминг цифровая загрузка | Generation Now Atlantic | [ 7 ]  |
| США       | 17 ноября 2017  | CD                         | Generation Now Atlantic | [ 56 ] |
| США       | 8 декабря 2017  | Кассета                    | Generation Now Atlantic | [ 57 ] |
| Япония    | 20 декабря 2017 | CD                         | Warner Music Japan      | [ 13 ] |